# Dana Reeve
Dana Charles Morosini (Greenburgh, New York, 17 de março de 1961 – 6 de março de 2006) foi uma cantora, atriz e ativista norte-americana. Era esposa do ator Christopher Reeve.

## Biografia
Filha de Charles Morosini, um cardiologista, e Helen Simpson Morosini, cresceu na cidade de Greenburgh, New York, onde se formou do segundo grau em 1979. Formou-se em Literatura inglesa em 1984.
Casou com o ator Christopher Reeve em 11 de Abril de 1990, e tiveram um filho, William Elliot "Will" Reeve, nascido em 7 de junho de 1992, que veio a ser adotado pelo ator Robin Williams, que era muito amigo da família.
Morreu em 6 de março de 2006, vítima de um câncer pulmonar.